# Air Georgian
A Air Georgian Limited era uma companhia aérea privada com sede no Aeroporto Internacional Pearson de Toronto em Mississauga, Ontário, Canadá. Entre 2000 e 2020, seu principal negócio era operar como Air Canada Express em um codeshare Tier III com a Air Canada para serviços regulares em rotas domésticas e transfronteiriças. A partir de 2020, a Air Georgian passou a focar no fretamento aéreo, antes de encerrar as operações em maio, após a venda de seus assets para a Pivot Airlines, empresa administrada pelos mesmos executivos.
A Air Georgian operou de acordo com as Subpartes 704 e 705 dos Regulamentos de Aviação Canadenses (CAR 704, CAR 705) e concluiu a Auditoria de Segurança Operacional da IATA. Os pilotos da Air Georgian foram representados pela Air Line Pilots Association (ALPA).

## História
A Air Georgian começou como incorporadora de aeroportos em 1985. Ela iniciou suas operações comerciais em 1994 e, posteriormente, desenvolveu seu negócio de transportadora aérea comercial, que em 2011 representou 87 por cento de seu negócio total. Em 1997, tornou-se parceira de code share da Canadian Airlines, operando sob a bandeira da Ontario Regional. A Air Georgian era parceira da Canadian Airlines. Em 2000, a Air Georgian tornou-se parceira Tier III da Air Canada e operou como Air Canada Alliance.
Ele teve uma operação de carga de longa data conhecida como Georgian Express, que foi vendida para a Cargojet em 2007.
Em 15 de novembro de 2013, a Air Georgian e a Regional 1 concluíram uma joint venture por meio da criação de uma empresa controladora, a Regional Express Aviation Ltd. (REAL), com sede em Calgary, Alberta. A Air Georgian e a R1 se beneficiam de ter acesso à maior frota privada do mundo de aeronaves Dash 8 e Bonbardier CRJ, mais de CAD $ 100 milhões em peças de reposição e bases de manutenção doméstica localizadas em todo o Canadá. A joint venture com a R1 terminou em fevereiro de 2016.
Em dezembro de 2013, a Air Canada anunciou que, a partir de meados de 2014, a Air Georgian operaria rotas adicionais no Canadá e nos Estados Unidos usando aeronaves Bombardier CRJ-100/200 da Air Canada.
Em 2019, a Air Canada indicou que estava encerrando seu relacionamento com a empresa, consolidando sua capacidade regional de CRJ na operação Jazz Aviation. Em 31 de janeiro de 2020, a Air Georgian entrou com um aviso de intenção de recuperação judicial. Em 16 de março de 2020, a Air Georgian recebeu a aprovação do tribunal para um contrato de compra de ativos com a Pivot Airlines (2746904 Ontario Inc) para substancialmente todos os assets, propriedades e empreendimentos da empresa. Pivot Airlines é uma nova empresa cujo CEO, bem como os vice-presidentes de operações de manutenção e operações de voo são os mesmos da Air Georgian. Em 29 de maio de 2020, a operação foi concluída, porém, vencido o prazo de 1º de junho para apresentação da proposta de saída da recuperação judicial e nenhuma proposta feita, a empresa foi declarada falida no dia seguinte.
Na pandemia do COVID-19, a Air Georgian começou a oferecer voos de repatriação.

## Frota

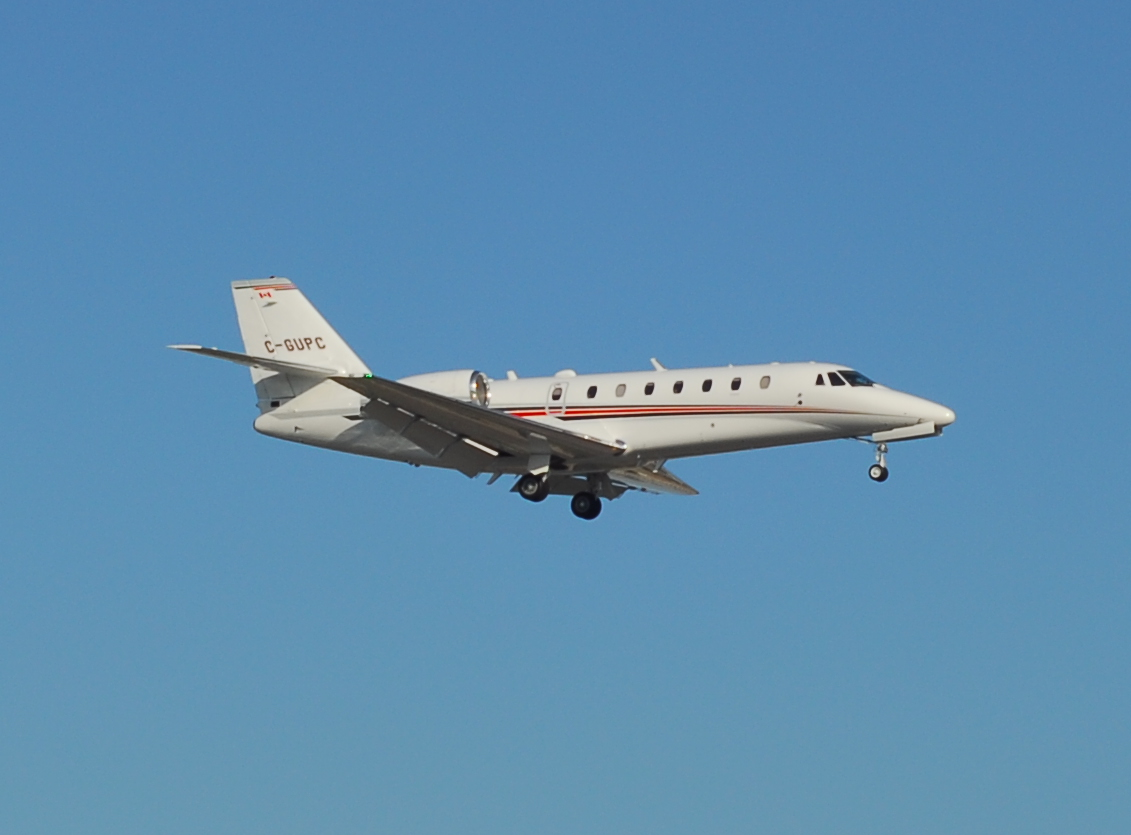
Um ex-Cessna Citation Sovereign da Air Georgian

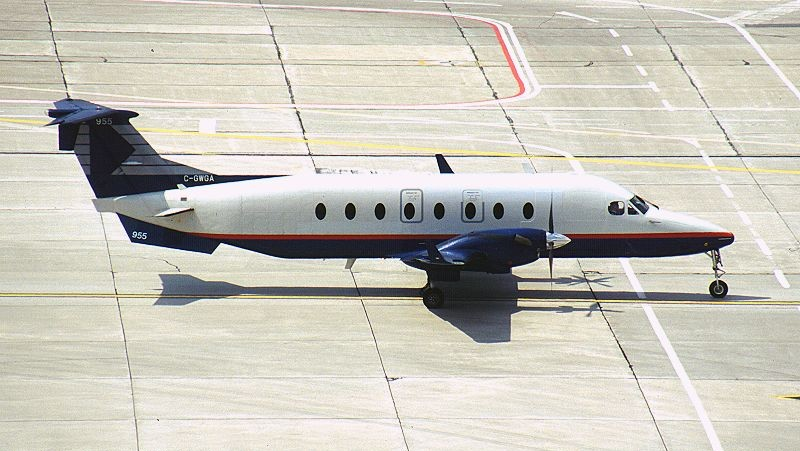
Um Beechcraft 1900D da Air Georgian nas cores da Canadian Airlines

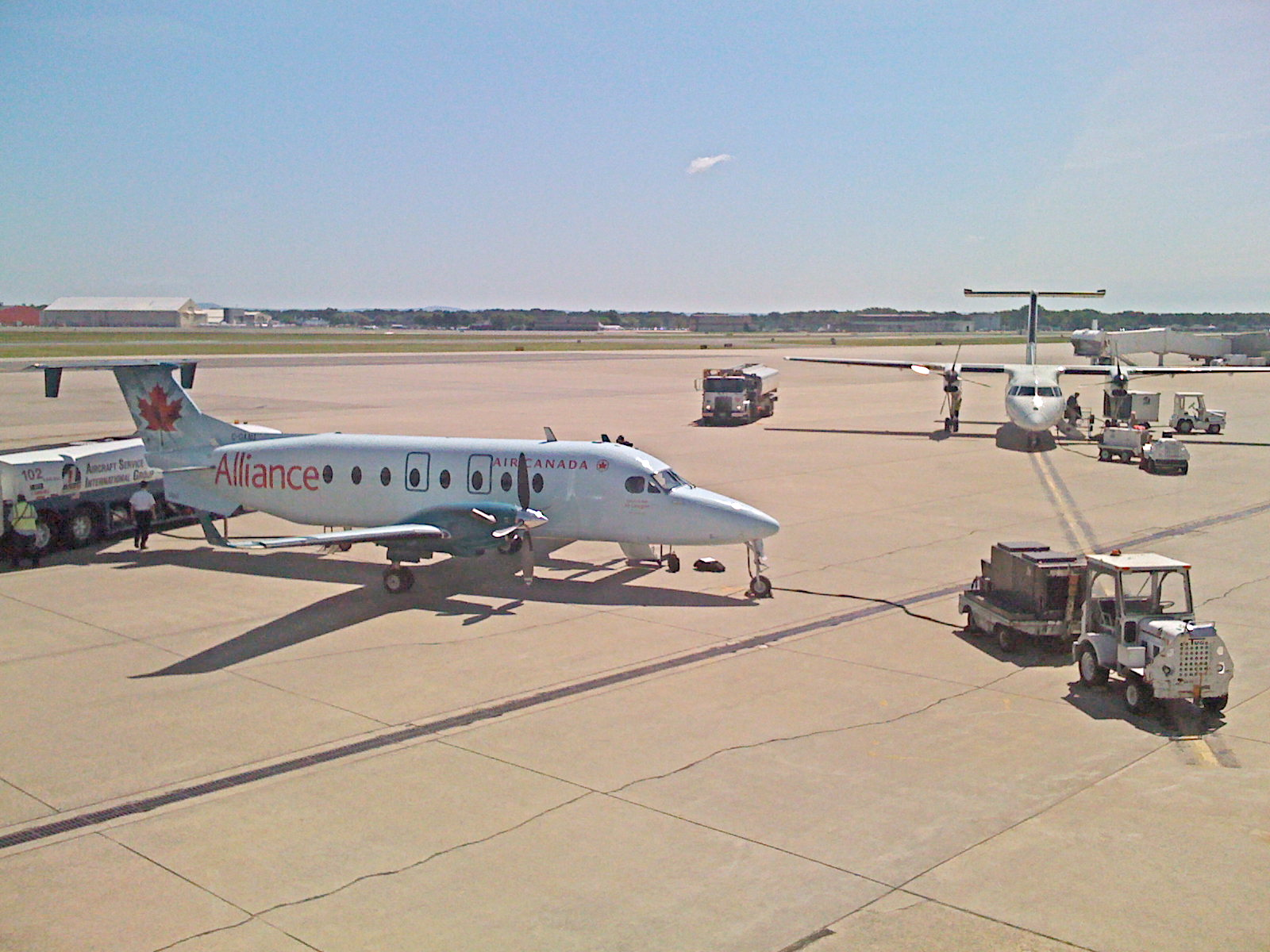
Um Beechcraft 1900D (esquerda) da Air Georgian no Aeroporto Internacional de Bradley nas cores da Air Canada Alliance

No momento da falência, o Canadian Civil Aircraft Register exibia 14 aeronaves registradas pela Air Georgian Limited. Em agosto de 2021, a Transport Canada mostra que a Air Georgian operou as seguintes 89 aeronaves:
| Aeronaves                        | Total | Notas |
| -------------------------------- | ----- | ----- |
| Beechcraft King Air              | 2     |       |
| Beechcraft Super King Air        | 1     |       |
| Beechcraft 1900                  | 22    |       |
| Beechcraft Premier I             | 2     |       |
| Bombardier Challenger 600        | 18    |       |
| Cessna 152                       | 5     |       |
| Cessna 172                       | 2     |       |
| Cessna 180 Skywagon              | 1     |       |
| Cessna 185 Skywagon              | 3     |       |
| Cessna 206                       | 12    |       |
| Cessna 208 Caravan               | 7     |       |
| Cessna 414                       | 1     |       |
| Cessna Citation II               | 2     |       |
| Cessna Citation Sovereign        | 1     |       |
| De Havilland Canada DHC-2 Beaver | 1     |       |
| Hawker 800                       | 2     |       |
| Pilatus PC-12                    | 1     |       |
| Piper PA-23                      | 1     |       |
| Piper PA-31 Navajo               | 1     |       |
| Piper PA-32 Cherokee Six         | 2     |       |
| Piper PA-32R                     | 1     |       |
| Piper PA-34 Seneca               | 1     |       |
| Total                            | 89    |       |

A Air Georgian encerrou as operações da aeronave Beechcraft 1900D com base em Toronto em 31 de outubro de 2018, e saiu de Calgary em 30 de abril de 2019. A Air Georgian encerrou suas operações como operadora da Air Canada Express em 31 de janeiro de 2020.